# Meridiano 20 E
O meridiano 20 E é um meridiano que, partindo do Polo Norte, atravessa o Oceano Ártico, Europa, Mar Mediterrâneo, África, Oceano Atlântico, Oceano Índico, Oceano Antártico, Antártida e chega ao Polo Sul. Forma um círculo máximo com o Meridiano 160 W.
Parte da fronteira Botswana-Namíbia e da fronteira África do Sul-Botswana são definidas por este meridiano. A fronteira entre os oceanos Atlântico e Índico também é definida por esta linha.
Entre 1939 e 1945 o meridiano serviu como limite oriental para a Nova Suábia, a parte da Antártida reclamada pela Alemanha Nazi.
Começando no Polo Norte, o meridiano 20 Este tem os seguintes cruzamentos:
| País, território ou mar                          | Notas                                        |
| ------------------------------------------------ | -------------------------------------------- |
| Oceano Ártico                                    |                                              |
| Noruega                                          | Ilhas Nordaustlandet e Spitsbergen, Svalbard |
| Oceano Ártico                                    | Mar de Barents Mar da Noruega                |
| Noruega                                          | Ilha de Vanna, e continente                  |
| Suécia                                           |                                              |
| Mar Báltico                                      | Golfo de Bótnia                              |
| Ilhas Åland ( Finlândia)                         | Ilha de Fasta Åland                          |
| Mar Báltico                                      |                                              |
| Rússia                                           | Exclave do Oblast de Kaliningrado            |
| Polónia                                          |                                              |
| Eslováquia                                       | Passa pelo monte Kriváň                      |
| Hungria                                          |                                              |
| Sérvia                                           |                                              |
| Montenegro                                       |                                              |
| Albânia                                          |                                              |
| Mar Mediterrâneo                                 | Mar Jónico                                   |
| Grécia                                           | Ilha de Corfu                                |
| Mar Mediterrâneo                                 | incluindo o Mar Jónico                       |
| Líbia                                            |                                              |
| Mar Mediterrâneo                                 | Golfo de Sidra                               |
| Líbia                                            |                                              |
| Chade                                            |                                              |
| República Centro-Africana                        |                                              |
| República Democrática do Congo                   |                                              |
| Angola                                           |                                              |
| Namíbia                                          |                                              |
| Fronteira Botswana-Namíbia                       |                                              |
| Fronteira África do Sul-Namíbia                  |                                              |
| África do Sul                                    | Cabo Setentrional Cabo Ocidental             |
| fronteira entre Oceano Atlântico e Oceano Índico |                                              |
| Oceano Antártico                                 |                                              |
| Antártida                                        | Terra da Rainha Maud, reclamada pela Noruega |